# 青神站
青神站，位于中华人民共和国四川省眉山市青神县西龙镇马槽寺村，是成贵客运专线上的高铁站，于2014年12月20日启用营运，中国铁路成都局集团有限公司成都车务段管辖。

## 車站構造
青神县为中国竹编艺术之乡，站房外形形似竹节，从汉字「竹」中抽像出的竹意象设计而成。

## 車站周邊
- 青神县西龙镇观金中学
- 邵祠堂
- 青神县西龙镇初级中学校
- 西龙镇政府
- 西龙镇中心小学校
- 青神县西龙中心卫生院
- 青神县西龙镇龙潭社区居委会
- 中国邮政储蓄银行西龙县邮政储蓄所

## 歷史
- 2014年12月20日通车启用。[3]

## 外部連結
- 中国铁路客户服务中心 （页面存档备份，存于）